# Акайський сільський округ (Алгинський район)
Ака́йський сільський округ (каз. Акай ауылдық округі, рос. Акайский сельский округ) — адміністративна одиниця у складі Алгинського району Актюбінської області Казахстану. Адміністративний центр — село Акай.
Населення — 705 осіб (2021; 821 у 2009, 1696 у 1999, 1789 у 1989).

## Історія
Станом на 1989 рік існувала Ільїнська сільська рада (села Ільїнка, Культабан), село Комунар перебувало у складі Бесарабської сільради. 2010 року Ільїнський сільський округ був перейменований в сучасну назву. 2012 року було ліквідовано село Булаксай.

## Склад
До складу округу входять такі населені пункти:
| Населений пункт  | Стара назва        | Населення, осіб (1989) | Населення, осіб (1999) | Населення, осіб (2009) | Населення, осіб (2021) |
| ---------------- | ------------------ | ---------------------- | ---------------------- | ---------------------- | ---------------------- |
| Акай, село       | Ільїнка            | 1244                   | 1229                   | 624                    | 590                    |
| --Булаксай, село | Комунар, Лохвицьке | 255                    | 210                    | 30                     | -                      |
| Кольтабан, село  | Культабан          | 290                    | 257                    | 167                    | 115                    |